# Bate-caixa
Bate-caixa é uma dança variante do Jongo, É uma dança coletiva do interior do estado de São Paulo, seu berço de origem. O bate-caixa é dançado por ocasião das festas do Divino Espírito Santo.
Instrumentos musicais: tambor e instrumentos regionais.
Coreografia: é uma dança de roda. Apresenta como característica, diferente das danças comuns deste gênero, a circunstância de ficarem os músicos no meio do círculo. Os dançarinos giram sempre em cadência lenta. O tambor (caixa surda) destaca-se dos demais instrumentos. Cantam em diálogo: “O cabelo do santo… é ouro só”. “Os olhos do santo… é ouro só”. “Os dentes do santo… é ouro só”.
É uma dança do gênero do Jongo, entretanto, difere do Jongo típico e do Bambelô, que têm mais reviravoltas e requerem uma agilidade incrível.
Data de registro: meados do século XX (~1950)